# 펜서콜라

펜서콜라의 위치

펜서콜라(Pensacola)는 미국 플로리다주 북서쪽 끝에 위치한 항구 도시다. 이 시는 에스캄비아군의 군청 소재지다. 2000년 이 도시의 인구는 56,255 명이었다. 미국 인구통계국에 의해 보고된 2019년 현재 인구는 약 52,975 명이다. 그레이터 펜서콜라 도시 지역은 광역 인구 497,883 명이다. 이곳은 플로리다 북서부 최대의 대도시인 모빌과 탬파 사이에 위치한 멕시코만 연안의 최대 도시다.
펜서콜라 항구는 멕시코 만을 바라보는 펜서서콜라만의 항구다. 또한 펜서콜라는 전시 비행 팀 블루 엔젤스의 본거지이며, 국립 해군 항공 박물관을 보유한 미국 유수의 미국 해군 항공 기지가 있다.
펜서콜라는 역사적으로 스페인, 프랑스, 영국, 남부 연합, 현재 미국의 5개 국가(지역)에 속했었기 때문에 "다섯 국가의 거리"로 불린다. 이 같은 풍부한 역사적 배경뿐만 아니라 걸프 최고의 해변이 있고, 또 치안도 양호하여 휴양 도시, 관광 도시로 인기가 높다.
도시의 관문이 되는 공항은 펜서콜라 공항이다.
"펜서콜라"는 이 땅에 가장 먼저 거주했던 촉토족 인디언 말로 "사람"이라는 뜻이다.

## 지리
펜서콜라는 북위 30도 26분 13초, 서경 87도 12분 33초 (30.436988, -87.209277)에 위치하고 있다. 미국인구통계국에 따르면, 이 도시는 총 면적 102.7 km ²이다. 이 중 58.8 km ²가 육지이며, 43.9 km2가 수역이다. 전체 면적의 42.77%가 수역이다.
| 펜서콜라 (펜서콜라 국제공항)의 기후                              | 펜서콜라 (펜서콜라 국제공항)의 기후 | 펜서콜라 (펜서콜라 국제공항)의 기후 | 펜서콜라 (펜서콜라 국제공항)의 기후 | 펜서콜라 (펜서콜라 국제공항)의 기후 | 펜서콜라 (펜서콜라 국제공항)의 기후 | 펜서콜라 (펜서콜라 국제공항)의 기후 | 펜서콜라 (펜서콜라 국제공항)의 기후 | 펜서콜라 (펜서콜라 국제공항)의 기후 | 펜서콜라 (펜서콜라 국제공항)의 기후 | 펜서콜라 (펜서콜라 국제공항)의 기후 | 펜서콜라 (펜서콜라 국제공항)의 기후 | 펜서콜라 (펜서콜라 국제공항)의 기후 | 펜서콜라 (펜서콜라 국제공항)의 기후 |
| 월                                                               | 1월                                 | 2월                                 | 3월                                 | 4월                                 | 5월                                 | 6월                                 | 7월                                 | 8월                                 | 9월                                 | 10월                                | 11월                                | 12월                                | 연간                                |
| ---------------------------------------------------------------- | ----------------------------------- | ----------------------------------- | ----------------------------------- | ----------------------------------- | ----------------------------------- | ----------------------------------- | ----------------------------------- | ----------------------------------- | ----------------------------------- | ----------------------------------- | ----------------------------------- | ----------------------------------- | ----------------------------------- |
| 역대 최고 기온 °C (°F)                                           | 27 (81)                             | 29 (84)                             | 32 (90)                             | 36 (96)                             | 39 (102)                            | 39 (102)                            | 41 (106)                            | 41 (105)                            | 39 (102)                            | 36 (97)                             | 32 (89)                             | 27 (81)                             | 41 (106)                            |
| 일평균 최고 기온 °C (°F)                                         | 17.1 (62.7)                         | 19.1 (66.4)                         | 22.2 (72.0)                         | 25.3 (77.6)                         | 29.5 (85.1)                         | 32.2 (90.0)                         | 33.1 (91.6)                         | 32.8 (91.0)                         | 31.4 (88.5)                         | 27.3 (81.1)                         | 22.1 (71.8)                         | 18.4 (65.1)                         | 25.9 (78.6)                         |
| 일일 평균 기온 °C (°F)                                           | 11.8 (53.2)                         | 13.8 (56.8)                         | 16.8 (62.3)                         | 20.2 (68.3)                         | 24.4 (76.0)                         | 27.6 (81.7)                         | 28.6 (83.5)                         | 28.3 (83.0)                         | 26.7 (80.0)                         | 21.8 (71.3)                         | 16.3 (61.4)                         | 13.1 (55.5)                         | 20.8 (69.4)                         |
| 일평균 최저 기온 °C (°F)                                         | 6.5 (43.7)                          | 8.4 (47.2)                          | 11.5 (52.7)                         | 15.0 (59.0)                         | 19.4 (66.9)                         | 23.1 (73.5)                         | 24.1 (75.3)                         | 23.9 (75.0)                         | 21.9 (71.5)                         | 16.4 (61.6)                         | 10.6 (51.0)                         | 7.7 (45.9)                          | 15.7 (60.3)                         |
| 역대 최저 기온 °C (°F)                                           | −15 (5)                             | −14 (7)                             | −6 (22)                             | 1 (33)                              | 7 (44)                              | 13 (55)                             | 16 (61)                             | 16 (60)                             | 6 (43)                              | 0 (32)                              | −6 (22)                             | −12 (11)                            | −15 (5)                             |
| 평균 강수량 mm (인치)                                            | 128 (5.03)                          | 121 (4.77)                          | 133 (5.25)                          | 140 (5.52)                          | 99 (3.90)                           | 186 (7.32)                          | 200 (7.89)                          | 191 (7.50)                          | 168 (6.61)                          | 119 (4.70)                          | 112 (4.42)                          | 137 (5.40)                          | 1,735 (68.31)                       |
| 평균 강수일수 (≥ 0.01 인치)                                      | 9.6                                 | 8.6                                 | 8.1                                 | 7.1                                 | 7.6                                 | 12.0                                | 15.3                                | 14.7                                | 9.3                                 | 6.4                                 | 7.1                                 | 9.5                                 | 115.3                               |
| 출처: 미국 해양대기청 (평년값: 1991년~2020년, 극값: 1879년~현재) |                                     |                                     |                                     |                                     |                                     |                                     |                                     |                                     |                                     |                                     |                                     |                                     |                                     |

## 인구
| 인구조사              | 인구   | Note  | %±     |
| --------------------- | ------ | ----- | ------ |
| 1850년                | 2,164  |       | —      |
| 1860년                | 2,876  |       | 32.9%  |
| 1870년                | 3,347  |       | 16.4%  |
| 1880년                | 6,845  |       | 104.5% |
| 1890년                | 11,750 |       | 71.7%  |
| 1900년                | 17,747 |       | 51.0%  |
| 1910년                | 22,982 |       | 29.5%  |
| 1920년                | 31,035 |       | 35.0%  |
| 1930년                | 31,579 |       | 1.8%   |
| 1940년                | 37,449 |       | 18.6%  |
| 1950년                | 43,479 |       | 16.1%  |
| 1960년                | 56,752 |       | 30.5%  |
| 1970년                | 59,507 |       | 4.9%   |
| 1980년                | 57,619 |       | −3.2%  |
| 1990년                | 58,165 |       | 0.9%   |
| 2000년                | 56,255 |       | −3.3%  |
| 2010년                | 51,923 |       | −7.7%  |
| 2019 (추산)           | 52,975 | [ 3 ] | 2.0%   |
| U.S. Decennial Census |        |       |        |

2000년 기준 인구 조사에 따르면, 이 도시 인구는 56,255명, 24,524세대, 그리고 14,665 가족이 살고 있다. 인구 밀도는 956.8/km2이다. 459.2/km ²의 평균 밀도로 26,995개의 주택이 세워져 있다. 이 도시의 인종 구성은 백인 64.91%, 아프리칸 아메리칸 30.58%, 아시아 1.77%, 인도 0.52%, 태평양 섬 주민 0.06 %, 기타 인종이 0.54%, 그리고 혼혈이 1.61 %이다. 인구의 2.07 %가 히스패닉 또는 라틴계이다.
이 도시의 주민들은 22.9 %가 18세 미만의 미성년자, 18세 이상 24세 이하가 8.9%, 25세 이상~ 44세 이하가 26.9%, 45세 이상 ~ 64세 이하가 24.0%, 그리고 65세 이상이 17.2%에 걸쳐있다. 중위 연령은 39살이다. 여성 100명당 남성은 88.5명으로 여초 현상을 보이고 있다. 18세 이상의 여성 100명당 남성은 84.7명이다.
이 도시의 가구 당 평균 소득은 34,779 달러이고, 가족 단위의 평균 소득은 42,868 달러이다. 남성은 32,258 달러에, 여성은 23,582 달러의 평균적인 소득이 있다. 이 도시의 일인당 소득(per capita income)은 21,438 달러이다. 인구의 16.1%와 가족의 12.7%가 빈곤선 이하이다. 전체 인구 중 18세 미만 26.2% 및 65세 이상 9.2%가 빈곤선 이하의 생활을 보내고 있다.

## 자매 도시
6개 도시와 자매 도시 제휴를 맺고 있다.
- 코스타리카 에스카수
- 일본 게로시
- 중화민국 가오슝시
- 페루 침보테
- 우크라이나 호를리프카
- 페루 미라플로레스

### 공식
- City of Pensacola（영어）
- Pensacola Bay Area Convention & Visitors Bureau（영어）
- Pensacola Area Chamber of Commerce（영어）
- Pensacola Historical Society（영어）

### 박물관
- National Museum of Naval Aviation（영어）

### 지도
- Google 지도（한글판）